# Vilemína Pruská (1751–1820)
Frederika Žofie Vilemína Pruská (německy Friederike Sophie Wilhelmine Prinzessin von Preußen; (7. srpna 1751, Berlín – 9. června 1820, palác Het Loo, Apeldoorn) byla rodem pruská princezna a sňatkem manželka Viléma V. Oranžského (1748–1806), nizozemského místodržitele.

## Biografie

### Původ, mládí
Vilemína se narodila jako třetí dítě (jediná dcera) ze čtyř potomků pruského prince Augusta Viléma (1722–1758) (druhého syna pruského krále Fridricha Viléma I.) a jeho manželky Luisy Amálie Brunšvicko-Wolfenbüttelské.

### Manželství, potomci

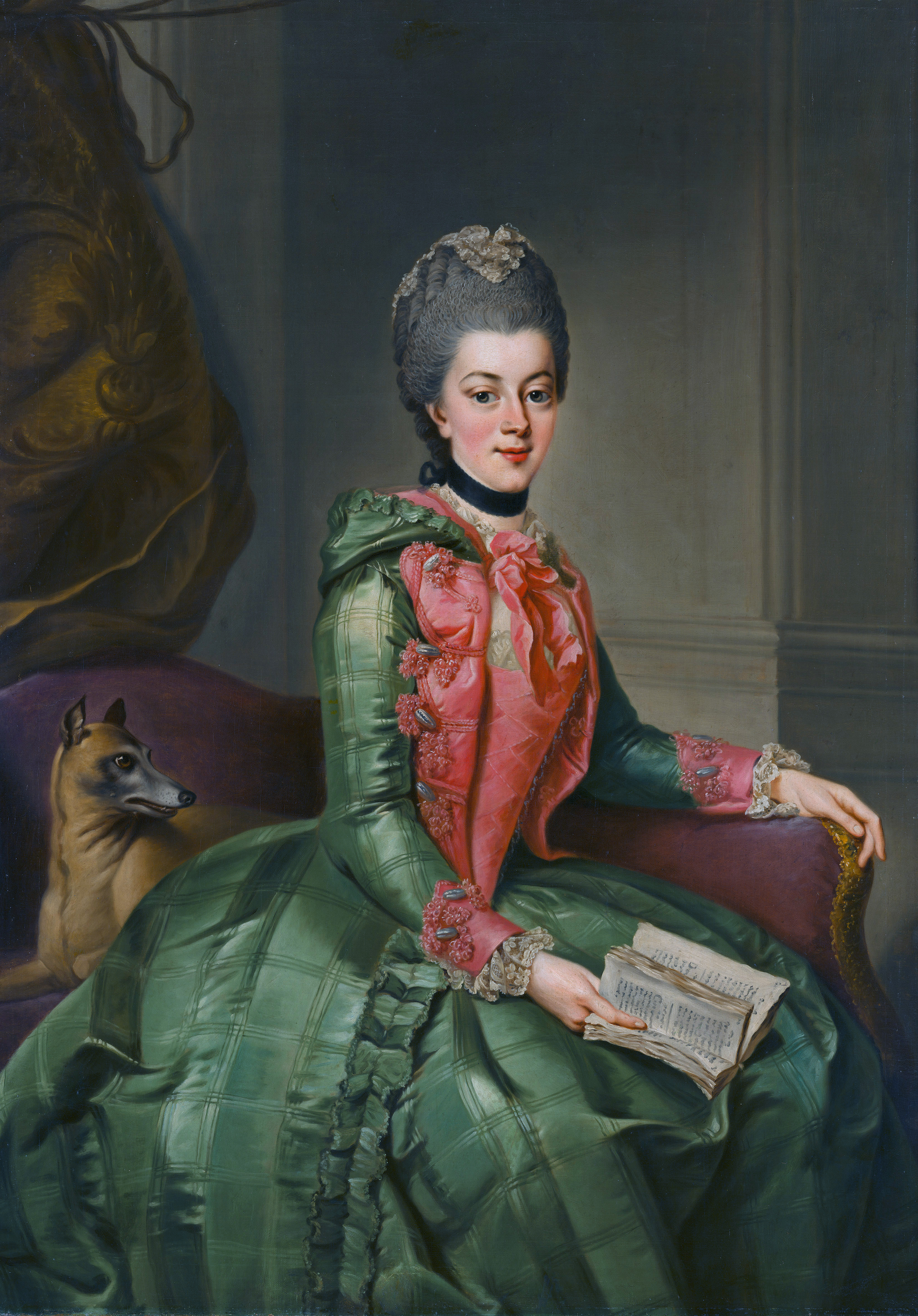
Vilemína Pruská na portrétu z roku 1769.

4. října roku 1767 se v Berlíně provdala za nizozemského místodržitele Viléma V. Oranžského. Toto manželské spojení bylo dojednáno z podnětu strýce Vilemíny, pruského krále Fridricha II. Z manželství vzešlo pět potomků, první syn však zemřel den po narození a třetí dítě se narodilo předčasně mrtvé; dospělosti se dožili dcera a dva synové:
- nepojmenovaný syn (*/† 1769)
- Frederika Louisa Vilhelmína (28. listopadu 1770 – 15. října 1819), ⚭ 1790 Karl Georg August Brunšvicko-Wolfenbüttelský (8. února 1766 – 20. září 1806)
- nepojmenovaný syn (*/† 1771)
- Vilém Frederik (24. srpna 1772 – 12. prosince 1843), suverénní kníže spojeného Nizozemí, limburský vévoda, oranžský kníže, lucemburský velkovévoda a nizozemský král v letech 1815–1840, ⚭ 1791 Vilemína Pruská (18. listopadu 1774 – 12. října 1837)
- Vilém Jiří Frederik (15. února 1774 – 6. ledna 1799), oranžský kníže, svobodný a bezdětný

### Politické aktivity
Vilemína byla velmi inteligentní žena se značnými politickými ambicemi. Se svým strýcem, pruským králem Fridrichem Velikým, jehož byla oblíbenkyní, vedla čilou korespondenci s politickým zaměřením. Opírajíc se o jeho rady, dosáhla v Nizozemí politického vlivu.

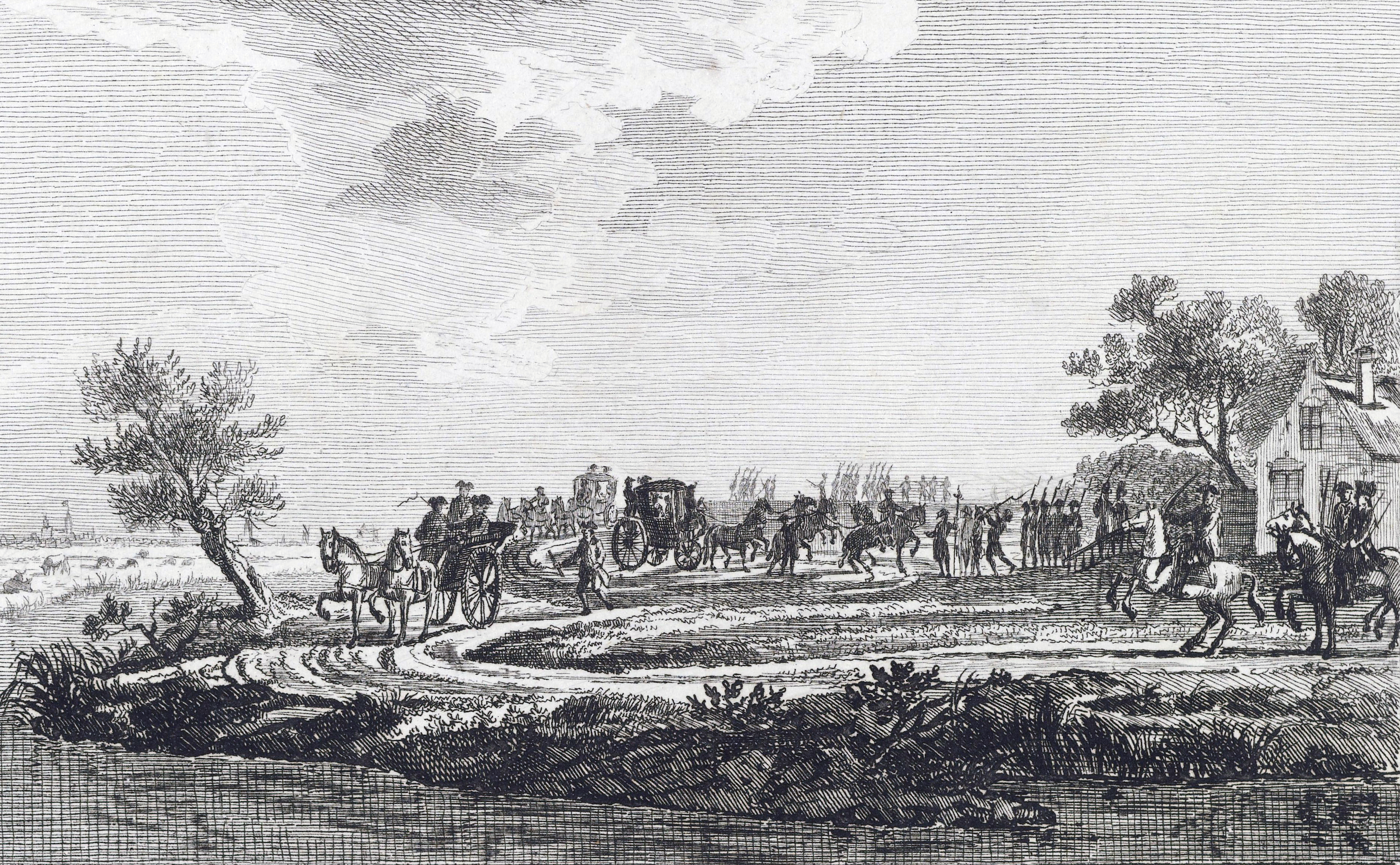
Zatčení princezny Vilemíny

Vilém V. Oranžský se dostal po roce 1781 do politického konfliktu s vlasteneckým hnutím (Patrioti. Tyto demokratické síly zmohutněly po pro Holandsko neúspěšném konci Čtvrté anglo-holandské války (1780–1784) a Vilém byl jako generální velitel provincie sesazen - v roce 1785 byl přinucen opustit Haag a žádán o abdikaci;Vilemína ho přesvědčila, aby tak neučinil. V roce 1787 vypukla v Holandsku revoluce a Vilém přesídlil s dvorem do Guelders, provincie vzdálené od centra státu. Vilemína se v červenci roku 1787 vydala na provokativní cestu z Nimwegen, sídla oranžského dvora, do Haagu, její dřívější rezidence v Holandsku, aby zde sebrala dohromady své přívržence. V blízkosti Goudy jí byla cesta zatarasena. Princezna byla po krátkém uvěznění poslána zpět, poté co jí jeden z důstojníků, aniž by smekl klobouk, nabídl pivo a tabák. Vilemína žádala o zadostiučinění u svého bratra Fridricha Viléma II., jenž její potupu přijal za svou a vzal ji jako záminku pro diplomatické ultimátum Pruska vůči Holandsku. Když se Holandsko zdráhalo, bylo 13. září roku 1787 obsazeno armádou o síle 20 000 mužů a moc oranžských místodržitelů byla opět nastolena. Patrioti prchli do Francie, kam se dostali právě ve vypjaté době počátku Velké francouzské revoluce, když byl svržen z trůnu král Ludvík XVI.
Vilemína povolala do funkce Raadspensionaris (Velký penzionář, obdoba regenta) schopného Laurense Pietere van de Spiegela a snažila se znovu o politický vliv. V roce 1795 se však podporováni Francií vrátili z Paříže Patrioti bojovat ve vlasti; panovníkem v Holandsku se jako král stal Napoleonův bratr Ludvík Bonaparte. Místodržitelský pár byl Francouzi v lednu 1795 vypuzen a uchýlil se do exilu do Anglie ke svému spojenci, bratranci Jiřímu III. Žili potom střídavě v Kew, Nassau a Braunschweigu, kde Vilém V. roku 1806 zemřel. Vilemína se po Napoleonově porážce v roce 1813 vrátila zpět do Nizozemí a dožila se toho, že roku 1815 byl její syn Vilém provolán nizozemským králem.

### Smrt
Vilemína zemřela 9. června roku 1820 ve věku 69 let. Pochována byla v Královské hrobce v Nieuwe Kerk v Delftu.

## Vývod z předků
|                 |                                           |  |                                     |                                                             |  |  |  |  |  |  |  | Fridrich Vilém I. Braniborský |
|                 |                                           |  |                                     |                                                             |  |  |  |  |  |  |  |                               |
|                 | Fridrich I. Pruský                        |  |                                     |                                                             |  |  |  |  |  |  |  |                               |
|                 |                                           |  |                                     |                                                             |  |  |  |  |  |  |  |                               |
|                 |                                           |  |                                     | Luisa Henrietta Oranžská                                    |  |  |  |  |  |  |  |                               |
|                 |                                           |  |                                     |                                                             |  |  |  |  |  |  |  |                               |
|                 | Fridrich Vilém I.                         |  |                                     |                                                             |  |  |  |  |  |  |  |                               |
|                 |                                           |  |                                     |                                                             |  |  |  |  |  |  |  |                               |
|                 |                                           |  |                                     | Arnošt August Brunšvicko-Lüneburský                         |  |  |  |  |  |  |  |                               |
|                 |                                           |  |                                     |                                                             |  |  |  |  |  |  |  |                               |
|                 | Žofie Šarlota Hannoverská                 |  |                                     |                                                             |  |  |  |  |  |  |  |                               |
|                 |                                           |  |                                     |                                                             |  |  |  |  |  |  |  |                               |
|                 |                                           |  |                                     | Žofie Hannoverská                                           |  |  |  |  |  |  |  |                               |
|                 |                                           |  |                                     |                                                             |  |  |  |  |  |  |  |                               |
|                 | August Vilém Pruský                       |  |                                     |                                                             |  |  |  |  |  |  |  |                               |
|                 |                                           |  |                                     |                                                             |  |  |  |  |  |  |  |                               |
|                 |                                           |  |                                     | Arnošt August Brunšvicko-Lüneburský                         |  |  |  |  |  |  |  |                               |
|                 |                                           |  |                                     |                                                             |  |  |  |  |  |  |  |                               |
|                 | Jiří I.                                   |  |                                     |                                                             |  |  |  |  |  |  |  |                               |
|                 |                                           |  |                                     |                                                             |  |  |  |  |  |  |  |                               |
|                 |                                           |  |                                     | Žofie Hannoverská                                           |  |  |  |  |  |  |  |                               |
|                 |                                           |  |                                     |                                                             |  |  |  |  |  |  |  |                               |
|                 | Žofie Dorotea Hannoverská                 |  |                                     |                                                             |  |  |  |  |  |  |  |                               |
|                 |                                           |  |                                     |                                                             |  |  |  |  |  |  |  |                               |
|                 |                                           |  |                                     | Jiří Vilém Brunšvicko-Lüneburský                            |  |  |  |  |  |  |  |                               |
|                 |                                           |  |                                     |                                                             |  |  |  |  |  |  |  |                               |
|                 | Žofie Dorotea z Celle                     |  |                                     |                                                             |  |  |  |  |  |  |  |                               |
|                 |                                           |  |                                     |                                                             |  |  |  |  |  |  |  |                               |
|                 |                                           |  |                                     | Éléonore d'Olbreuse                                         |  |  |  |  |  |  |  |                               |
|                 |                                           |  |                                     |                                                             |  |  |  |  |  |  |  |                               |
| Vilemína Pruská |                                           |  |                                     |                                                             |  |  |  |  |  |  |  |                               |
|                 |                                           |  |                                     |                                                             |  |  |  |  |  |  |  |                               |
|                 |                                           |  | Augustus Brunšvicko-Lüneburg mladší |                                                             |  |  |  |  |  |  |  |                               |
|                 |                                           |  |                                     |                                                             |  |  |  |  |  |  |  |                               |
|                 | Ferdinand Albrecht I. Brunšvický          |  |                                     |                                                             |  |  |  |  |  |  |  |                               |
|                 |                                           |  |                                     |                                                             |  |  |  |  |  |  |  |                               |
|                 |                                           |  |                                     | Alžběta Žofie Meklenburská                                  |  |  |  |  |  |  |  |                               |
|                 |                                           |  |                                     |                                                             |  |  |  |  |  |  |  |                               |
|                 | Ferdinand Albrecht II. Brunšvický         |  |                                     |                                                             |  |  |  |  |  |  |  |                               |
|                 |                                           |  |                                     |                                                             |  |  |  |  |  |  |  |                               |
|                 |                                           |  |                                     | Fridrich Hesensko-Eschwegský                                |  |  |  |  |  |  |  |                               |
|                 |                                           |  |                                     |                                                             |  |  |  |  |  |  |  |                               |
|                 | Kristina Hesensko-Eschwegská              |  |                                     |                                                             |  |  |  |  |  |  |  |                               |
|                 |                                           |  |                                     |                                                             |  |  |  |  |  |  |  |                               |
|                 |                                           |  |                                     | Eleonora Kateřina Falcká                                    |  |  |  |  |  |  |  |                               |
|                 |                                           |  |                                     |                                                             |  |  |  |  |  |  |  |                               |
|                 | Luisa Amálie Brunšvicko-Wolfenbüttelská   |  |                                     |                                                             |  |  |  |  |  |  |  |                               |
|                 |                                           |  |                                     |                                                             |  |  |  |  |  |  |  |                               |
|                 |                                           |  |                                     | Anton Ulrich Brunšvicko-Wolfenbüttelský                     |  |  |  |  |  |  |  |                               |
|                 |                                           |  |                                     |                                                             |  |  |  |  |  |  |  |                               |
|                 | Ludvík Rudolf Brunšvicko-Wolfenbüttelský  |  |                                     |                                                             |  |  |  |  |  |  |  |                               |
|                 |                                           |  |                                     |                                                             |  |  |  |  |  |  |  |                               |
|                 |                                           |  |                                     | Alžběta Juliana Šlesvicko-Holštýnsko-Sonderbursko-Norburská |  |  |  |  |  |  |  |                               |
|                 |                                           |  |                                     |                                                             |  |  |  |  |  |  |  |                               |
|                 | Antonie Amálie Brunšvicko-Wolfenbüttelská |  |                                     |                                                             |  |  |  |  |  |  |  |                               |
|                 |                                           |  |                                     |                                                             |  |  |  |  |  |  |  |                               |
|                 |                                           |  |                                     | Albrecht Arnošt I. Oettingensko-Oettingenský                |  |  |  |  |  |  |  |                               |
|                 |                                           |  |                                     |                                                             |  |  |  |  |  |  |  |                               |
|                 | Kristýna Luisa Öttingenská                |  |                                     |                                                             |  |  |  |  |  |  |  |                               |
|                 |                                           |  |                                     |                                                             |  |  |  |  |  |  |  |                               |
|                 |                                           |  |                                     | Kristýna Frederika Württemberská                            |  |  |  |  |  |  |  |                               |
|                 |                                           |  |                                     |                                                             |  |  |  |  |  |  |  |                               |